# 花笠文京
花笠 文京（はながさ ぶんきょう、天明5年（1785年） - 安政7年3月2日（1860年3月23日））は、江戸時代後期の日本の狂言作者・戯作者。
本名は東条魯助。別名に花笠魯助（魯介）、代作屋大作。弟は儒者・東条琴台。弟子に仮名垣魯文がいる。

## 生涯
江戸に生まれ、四世鶴屋南北に師事。1811年市村座の「厳島雪官幣」で狂言作者・花笠魯助の名が確認できる。三世尾上菊五郎の代作者として活動する傍ら戯作も行い、「曲取主人」の筆名で『南総里見八犬伝』のパロディ艶本『恋のやつふぢ』を著している。

## 刊本
- 『恋のやつふぢ 色摺大本三冊』歌川国貞画 林美一編著（定本・浮世絵春画名品集成 6）河出書房新社 1996